# Leichtathletik-Weltmeisterschaften 2009/20 km Gehen der Männer

Die Zielankunft in den Gehwettbewerben und im Marathonlauf war das Berliner Brandenburger Tor

Das 20-km-Gehen der Männer bei den Leichtathletik-Weltmeisterschaften 2009 wurde am 15. August 2009 in den Straßen der deutschen Hauptstadt Berlin ausgetragen.
Weltmeister wurde der Chinese Wang Hao. Er gewann vor dem Mexikaner Eder Sánchez. Bronze ging an den Italiener Giorgio Rubino.

## Bestehende Rekorde
| Weltrekord | 1:17:16 h | Wladimir Kanaikin | Saransk, Russland            | 29. September 2007 |
| WM-Rekord  | 1:17:21 h | Jefferson Pérez   | WM 2003 in Paris, Frankreich | 23. August 2003    |

Der bestehende WM-Rekord wurde bei diesen Weltmeisterschaften nicht eingestellt und nicht verbessert.
Anmerkung zum Weltrekord:

Ein knappes Jahr nach Kanaikins Weltrekord ging sein russischer Landsmann Sergei Morosow ebenfalls in Saransk 1:16:43 h. Doch diese Leistung wurde nicht als offizieller Weltrekord anerkannt. Kanaikins Zeit wurde erst am 8. März 2015 in Arles, Frankreich, offiziell als Weltrekord unterboten, als der Franzose Yohann Diniz 1:17:02 h erzielte. Damit war allerdings inoffiziell immer noch Morosow der schnellste Geher auf dieser Distanz. Doch nur sieben Tage nach der Rekordverbesserung durch Diniz ging der Japaner Yūsuke Suzuki in Nomi, Japan, 1:16:36 h. Diese schnellste je gegangene Zeit wurde offiziell als Weltrekord anerkannt.
Es wurden zwei Landesrekorde aufgestellt:
- 1:20:03 – Luis Fernando López (Kolumbien)
- 1:23:06 – Babubhai Panucha (Indien)

## Doping
Hier gab es drei Dopingfälle:
- Waleri Bortschin, Russland – zunächst auf Rang 1. Er erhielt als Wiederholungstäter 2015 eine achtjährige Sperre, die rückwirkend zum 15. Oktober 2012 begann. Unter anderem sein Resultat von diesen Weltmeisterschaften wurde annulliert.[2]
- Pjotr Trofimow, Russland – zunächst auf Rang 31. Er wurde wegen der Einnahme verbotener leistungssteigernder Mittel für vier Jahre beginnend am 3. November 2016 gesperrt. Alle seine zwischen dem 13. August 2009 und 18. Mai 2013 erzielten Ergebnisse wurden gecancelt.[3]
- Ruslan Dmytrenko, Ukraine – zunächst auf Rang 33. Für ihn gab es einen Tag vor dem Wettbewerb hier einen positiven Dopingbefund, über den allerdings endgültig erst 2019 abschließend entschieden wurde. Seine zwischen dem 14. August 2009 und 3. August 2012 erzielten Resultate wurden annulliert. Darüber hinaus erhielt er eine zweijährige Sperre bis zum 4. Mai 2020.[4]

Besonders benachteiligt waren zwei Athleten:
- Der Chinese Wang Hao durfte sich erst lange nach Abschluss der Wettbewerbe als Weltmeister fühlen.
- Der Italiener Giorgio Rubino erhielt seine Bronzemedaille erst lange nach Abschluss der Wettbewerbe und konnte nicht an der Siegerehrung teilnehmen.

## Durchführung
Hier gab es keine Vorrunde, alle fünfzig Geher traten gemeinsam zum Finale an.

## Ergebnis
15. August 2009, 13:00 Uhr

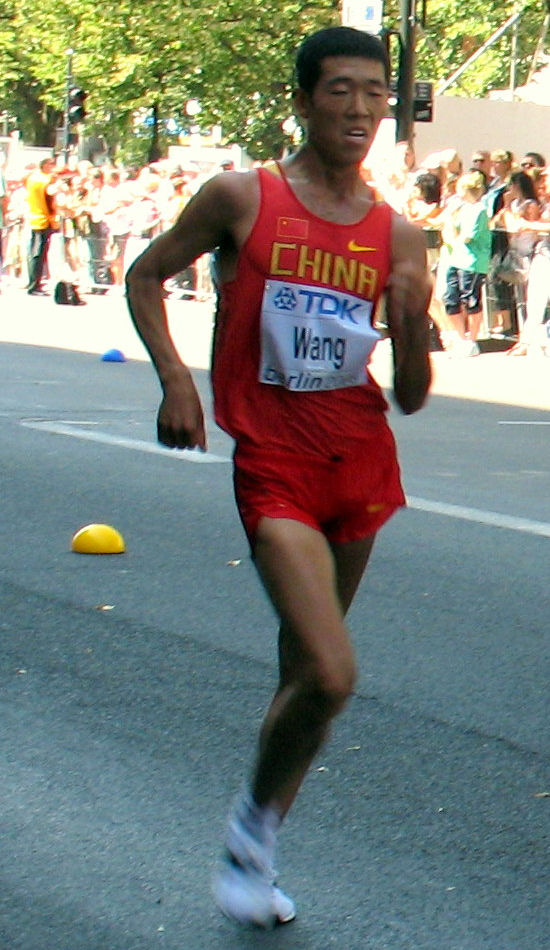
Weltmeister Wang Hao

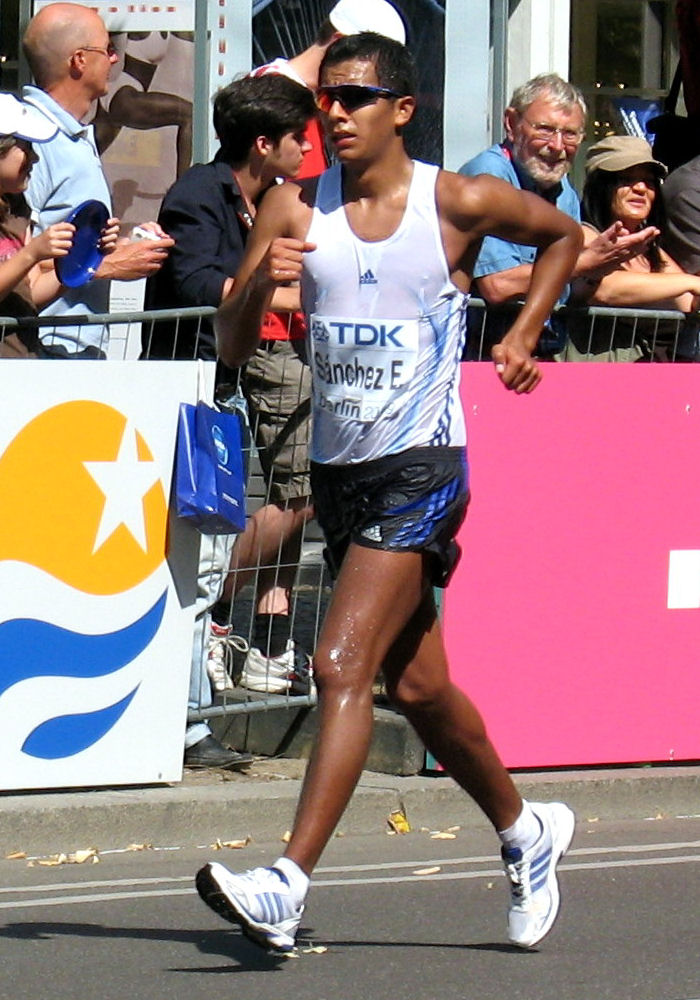
Vizeweltmeister Eder Sánchez

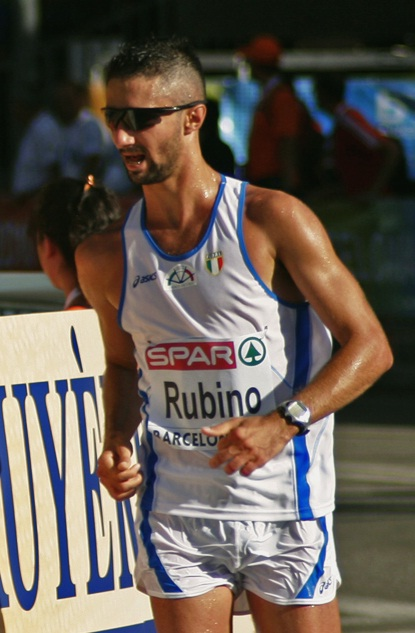
Bronzemedaillengewinner Giorgio Rubino

Der Wettkampf fand im Stadtzentrum auf einer 2-Kilometer-Runde beim Brandenburger Tor statt, die von den Athleten zehn Mal durchgangen werden musste. Dabei waren rund 15.000 Zuschauer. Bei 25 °C starteten fünfzig Geher, von denen 42 das Ziel erreichten. Der italienische Olympiasieger von 2004, Ivano Brugnetti schied ebenso aus wie der Olympiazweite von 2004 und dreimalige Weltmeisterschaftszweite Francisco Javier Fernández aus Spanien. Die im späteren Endresultat vorne liegenden Athleten übernahmen nach Kilometer vierzehn die Führung.
| Platz | Name                       | Nation              | Zeit (h)   |
| ----- | -------------------------- | ------------------- | ---------- |
| 1     | Wang Hao                   | Volksrepublik China | 1:19:06    |
| 2     | Eder Sánchez               | Mexiko              | 1:19:22    |
| 3     | Giorgio Rubino             | Italien             | 1:19:50    |
| 4     | Luis Fernando López        | Kolumbien           | 1:20:03 NR |
| 5     | Jared Tallent              | Australien          | 1:20:27    |
| 6     | Erik Tysse                 | Norwegen            | 1:20:38    |
| 7     | Jesús Sánchez              | Mexiko              | 1:20:52    |
| 8     | Matej Tóth                 | Slowakei            | 1:21:13    |
| 9     | João Vieira                | Portugal            | 1:21:43    |
| 10    | Kōichirō Morioka           | Japan               | 1:21:48    |
| 11    | Li Jianbo                  | Volksrepublik China | 1:21:54    |
| 12    | Chu Yafei                  | Volksrepublik China | 1:21:56    |
| 13    | André Höhne                | Deutschland         | 1:21:59    |
| 14    | Robert Heffernan           | Irland              | 1:22:09    |
| 15    | José Ignacio Díaz          | Spanien             | 1:22:12    |
| 16    | Andrei Kriwow              | Russland            | 1:22:19    |
| 17    | Luke Adams                 | Australien          | 1:22:37    |
| 18    | Hassanine Sebei            | Tunesien            | 1:22:52    |
| 19    | Babubhai Panucha           | Indien              | 1:23:06 NR |
| 20    | Jean-Jacques Nkouloukidi   | Italien             | 1:23:07    |
| 21    | Dsjanis Simanowitsch       | Belarus             | 1:23:36    |
| 22    | Rolando Saquipay           | Ecuador             | 1:23:51    |
| 23    | Juan Manuel Molina         | Spanien             | 1:24:00    |
| 24    | Park Chil-Sung             | Südkorea            | 1:24:01    |
| 25    | Artur Brzozowski           | Polen               | 1:24:17    |
| 26    | Sérgio Vieira              | Portugal            | 1:24:32    |
| 27    | Pedro Daniel Gómez         | Mexiko              | 1:24:39    |
| 28    | Yerko Araya                | Chile               | 1:24:49    |
| 29    | Isamu Fujisawa             | Japan               | 1:25:12    |
| 30    | David Kimutai Rotich       | Kenia               | 1:26:35    |
| 31    | Kim Hyun-Sub               | Südkorea            | 1:27:08    |
| 32    | Predrag Filipović          | Serbien             | 1:27:44    |
| 33    | Pavel Chihuan              | Peru                | 1:27:54    |
| 34    | Rustam Kuwatow             | Kasachstan          | 1:28:47    |
| 35    | Jakub Jelonek              | Polen               | 1:28:59    |
| 36    | Andrés Chocho              | Ecuador             | 1:29:14    |
| 37    | Juan Manuel Cano           | Argentinien         | 1:29:20    |
| 38    | Allan Segura               | Costa Rica          | 1:29:52    |
| 39    | Yūsuke Suzuki              | Japan               | 1:30:21    |
| 40    | Byun Young-Jun             | Südkorea            | 1:30:35    |
| 41    | Mauricio Arteaga           | Ecuador             | 1:32:25    |
| 42    | Vilius Mikelionis          | Litauen             | 1:32:52    |
| DNF   | José Alessandro Bagio      | Brasilien           |            |
| DNF   | Ivano Brugnetti            | Italien             |            |
| DNF   | Francisco Javier Fernández | Spanien             |            |
| DSQ   | Adam Rutter                | Australien          |            |
| DSQ   | Moacir Zimmermann          | Brasilien           |            |
| DOP   | Waleri Bortschin           | Russland            |            |
| DOP   | Pjotr Trofimow             | Russland            |            |
| DOP   | Ruslan Dmytrenko           | Ukraine             |            |

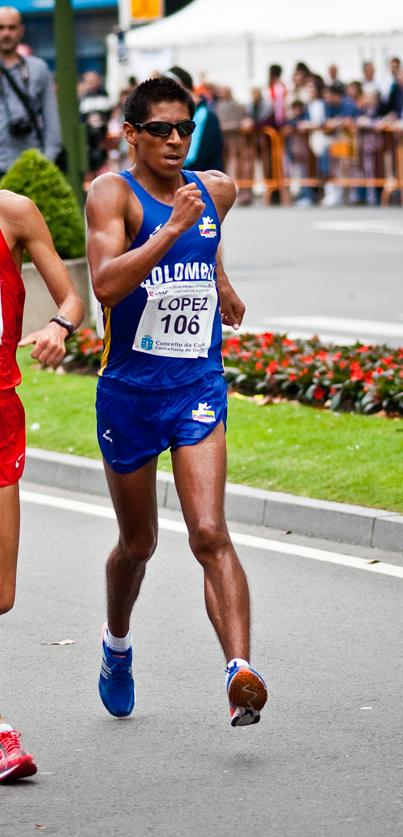
Luis Fernando López – Rang vier
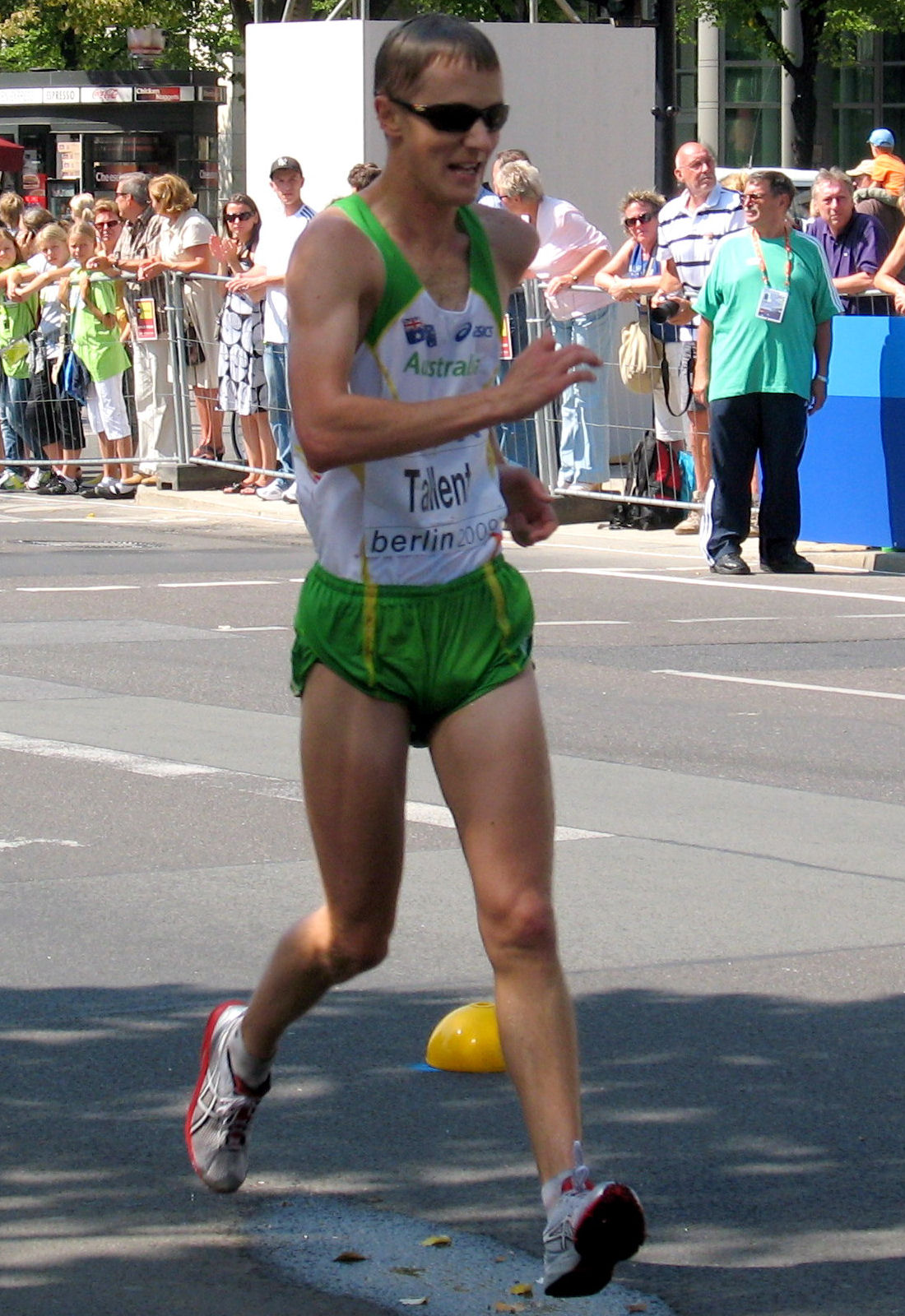
Der fünftplatzierte Jared Tallent
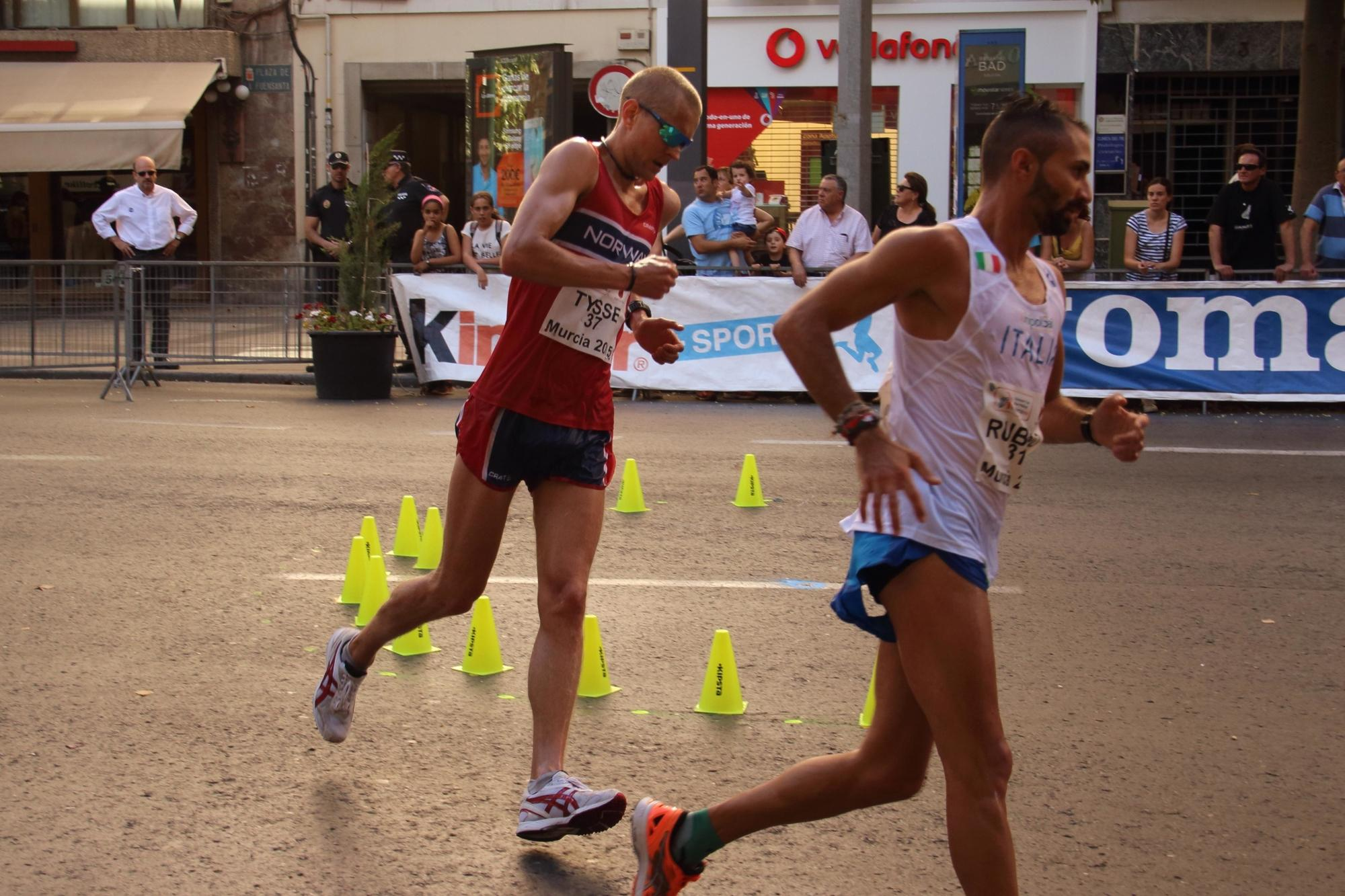
Erik Tysse (rotes Trikot) belegte Rang sechs
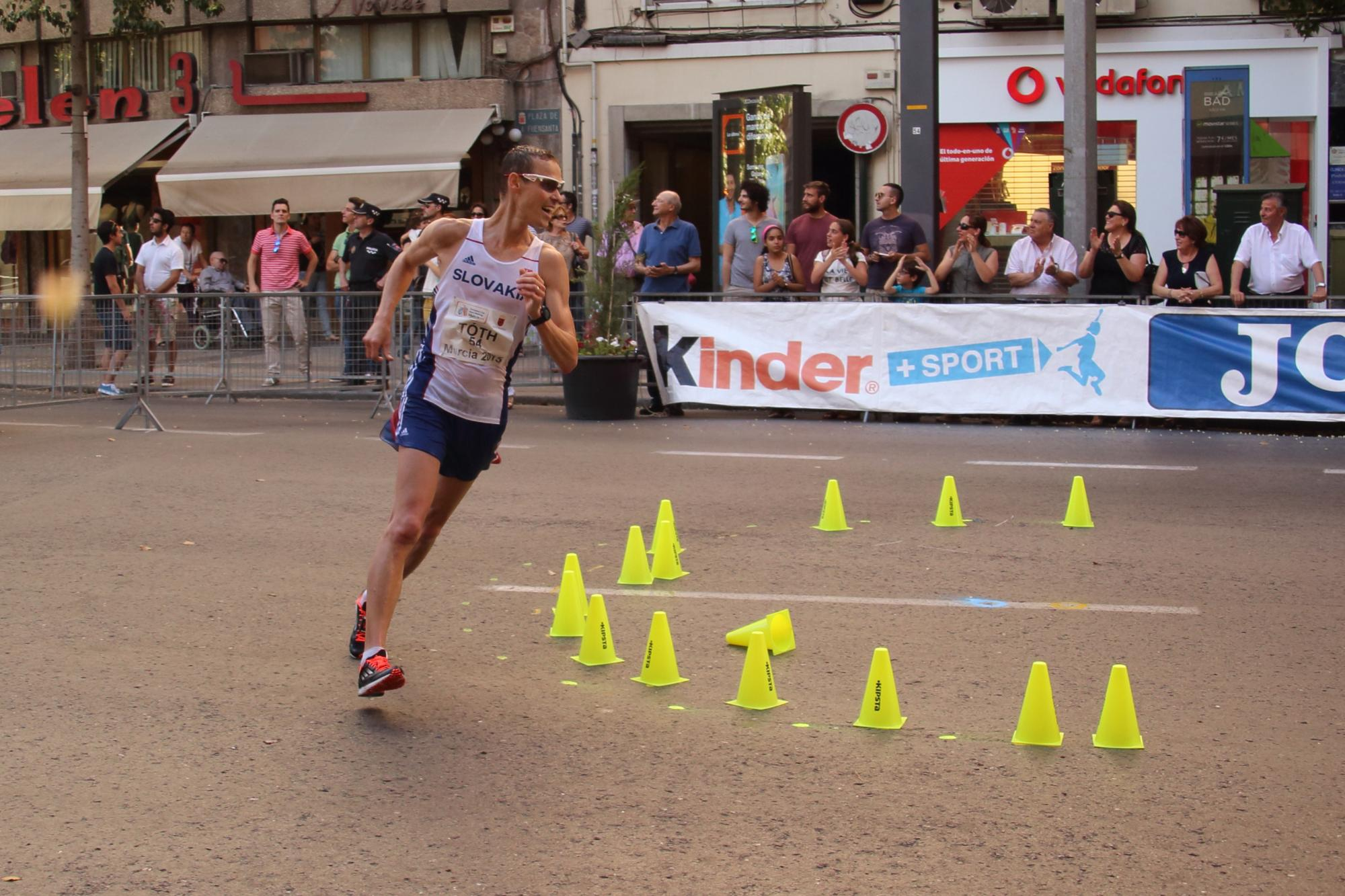
Matej Tóth – Achter
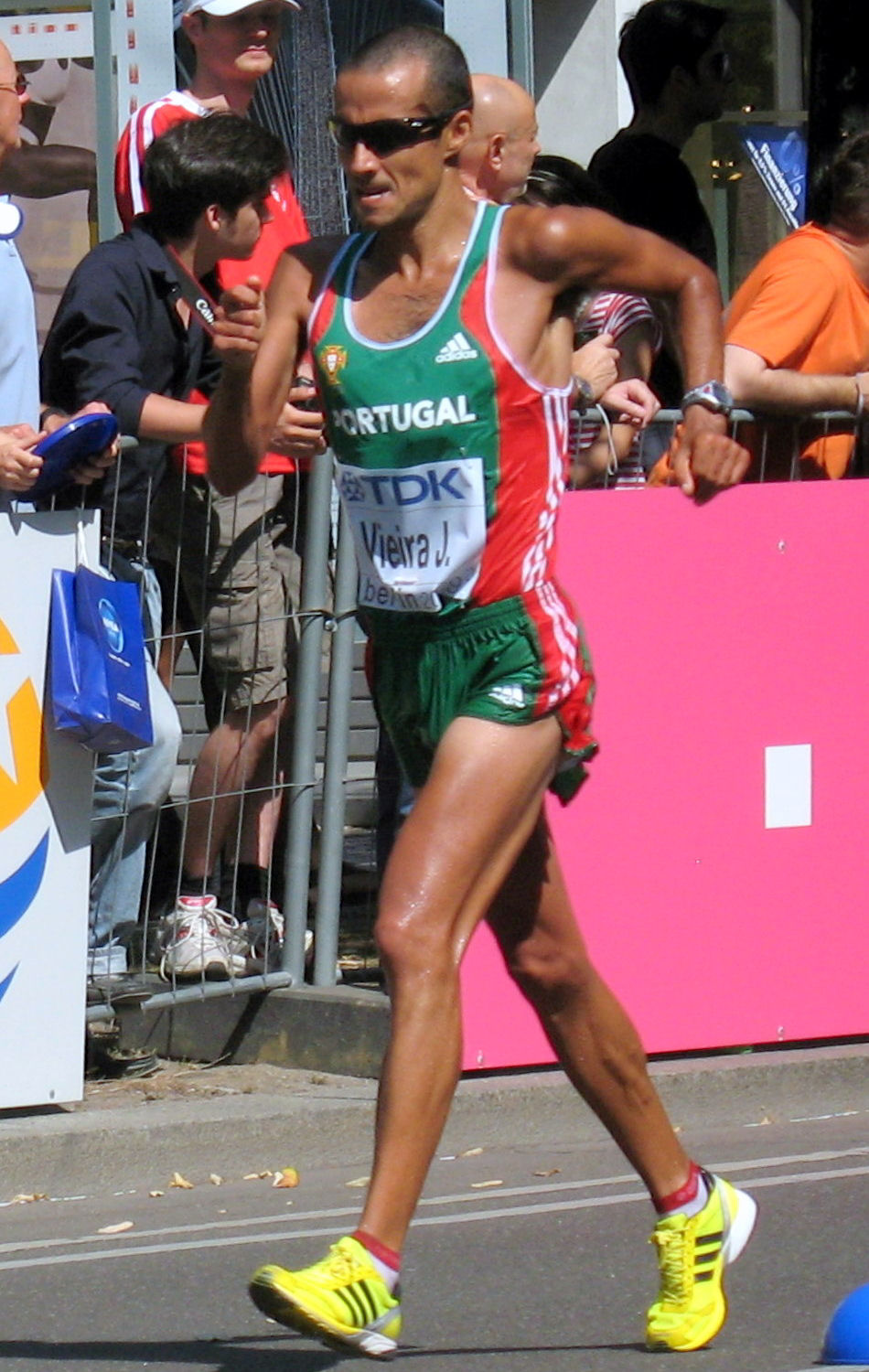
João Vieira kam auf den neunten Platz
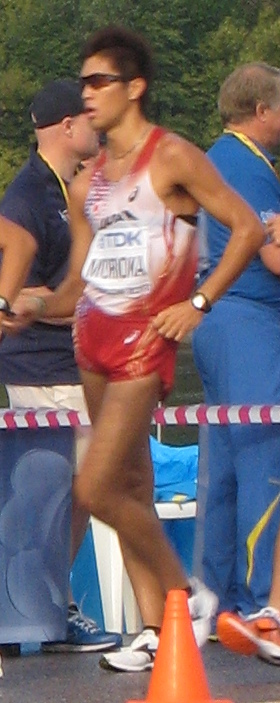
Kōichirō Morioka – Rang zehn
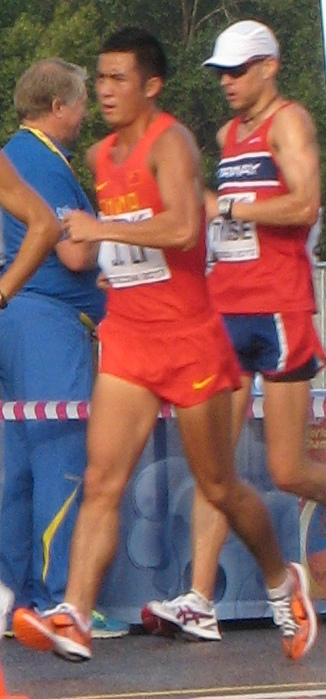
Li Jianbo (links) erreichte Platz elf
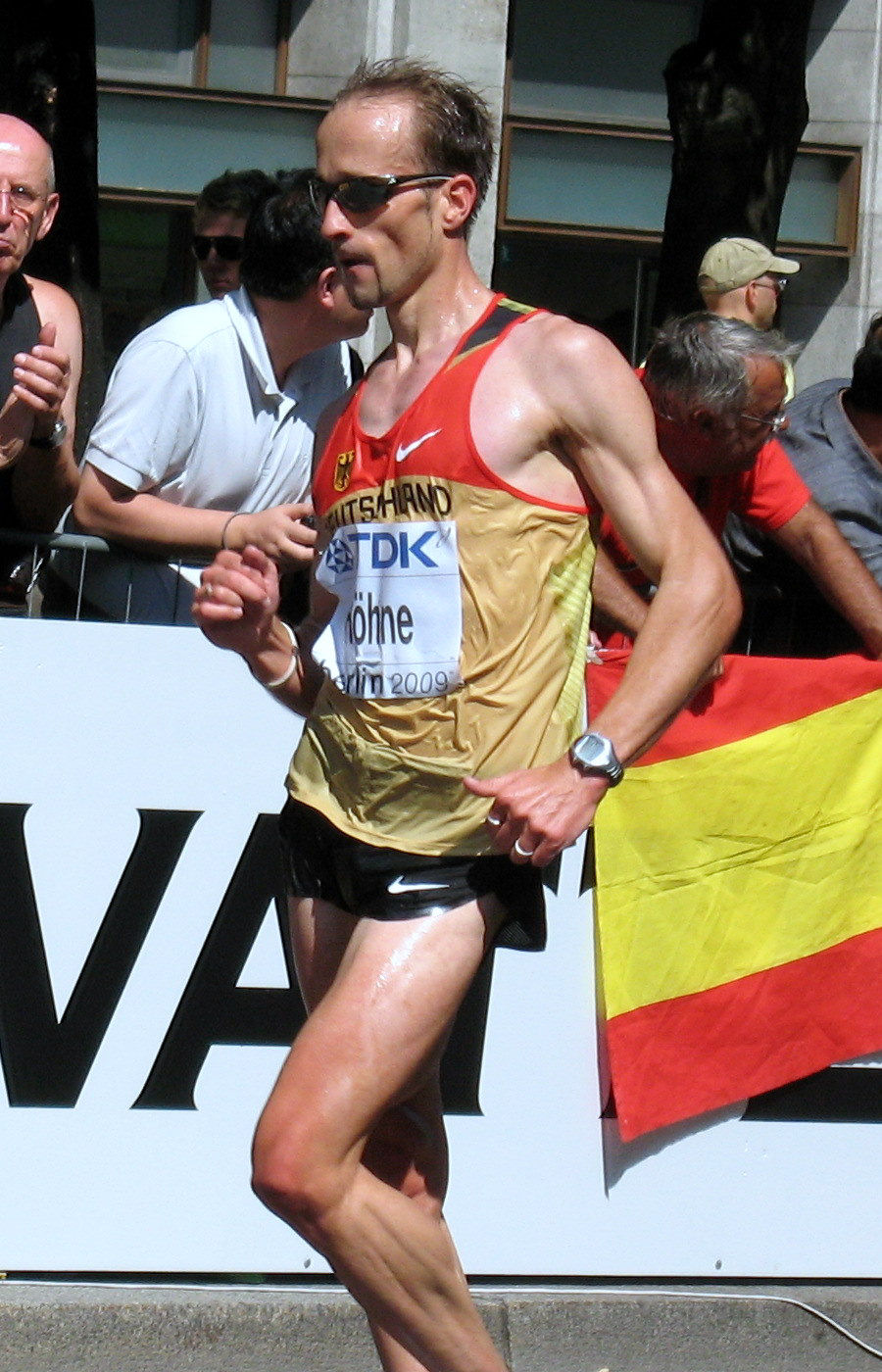
André Höhne wurde Dreizehnter
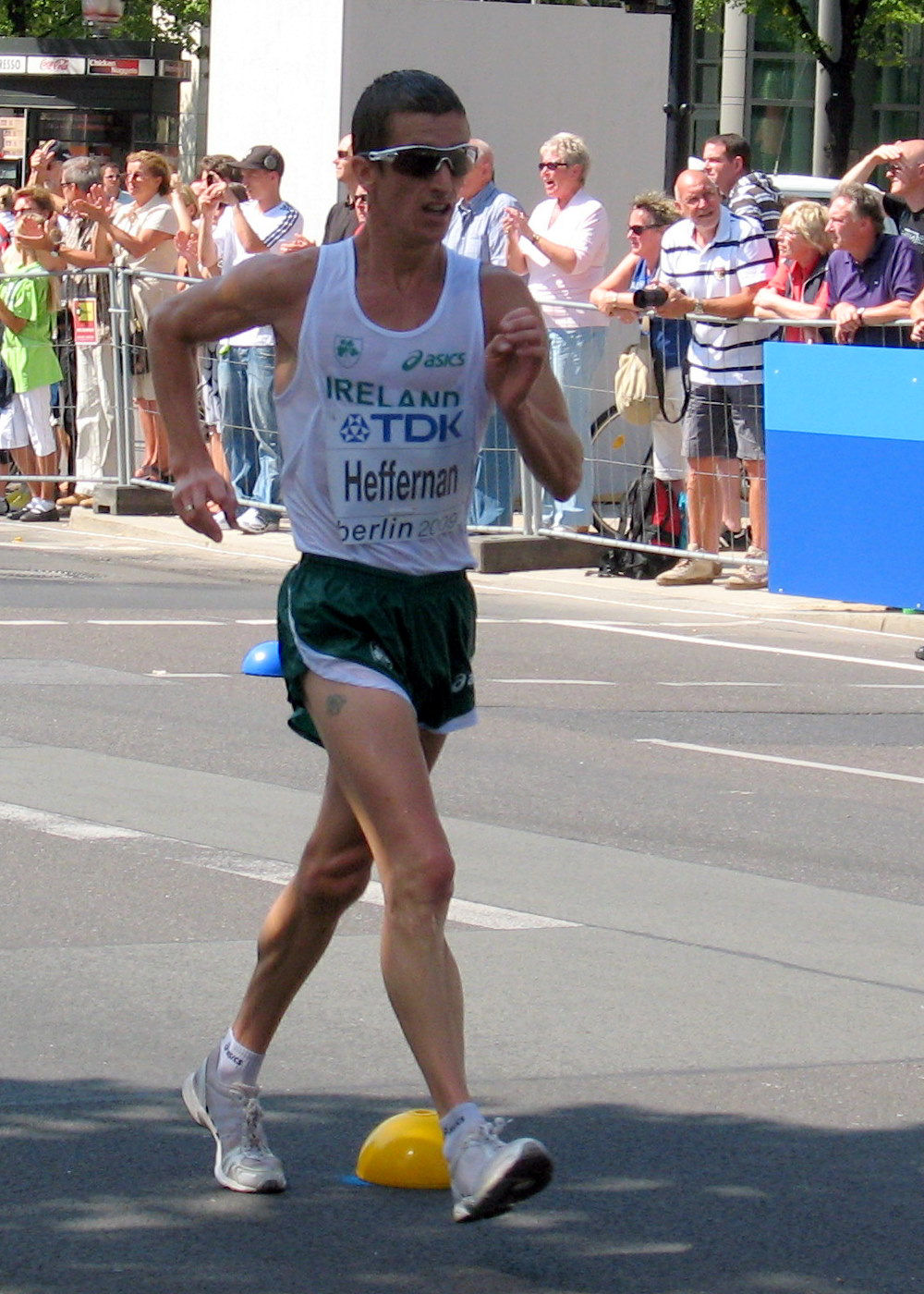
Rang vierzehn für Robert Heffernan
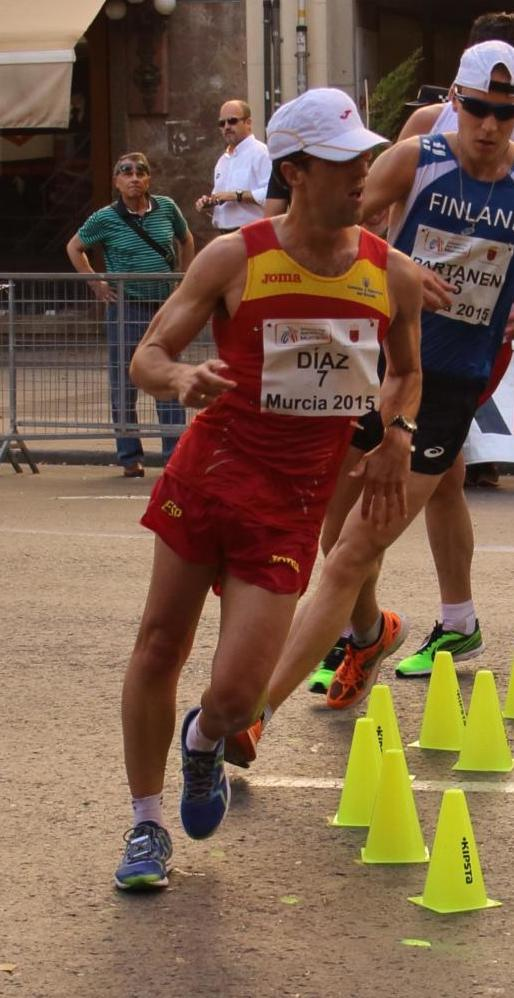
José Ignacio Díaz (rotes Trikot) – Rang fünfzehn
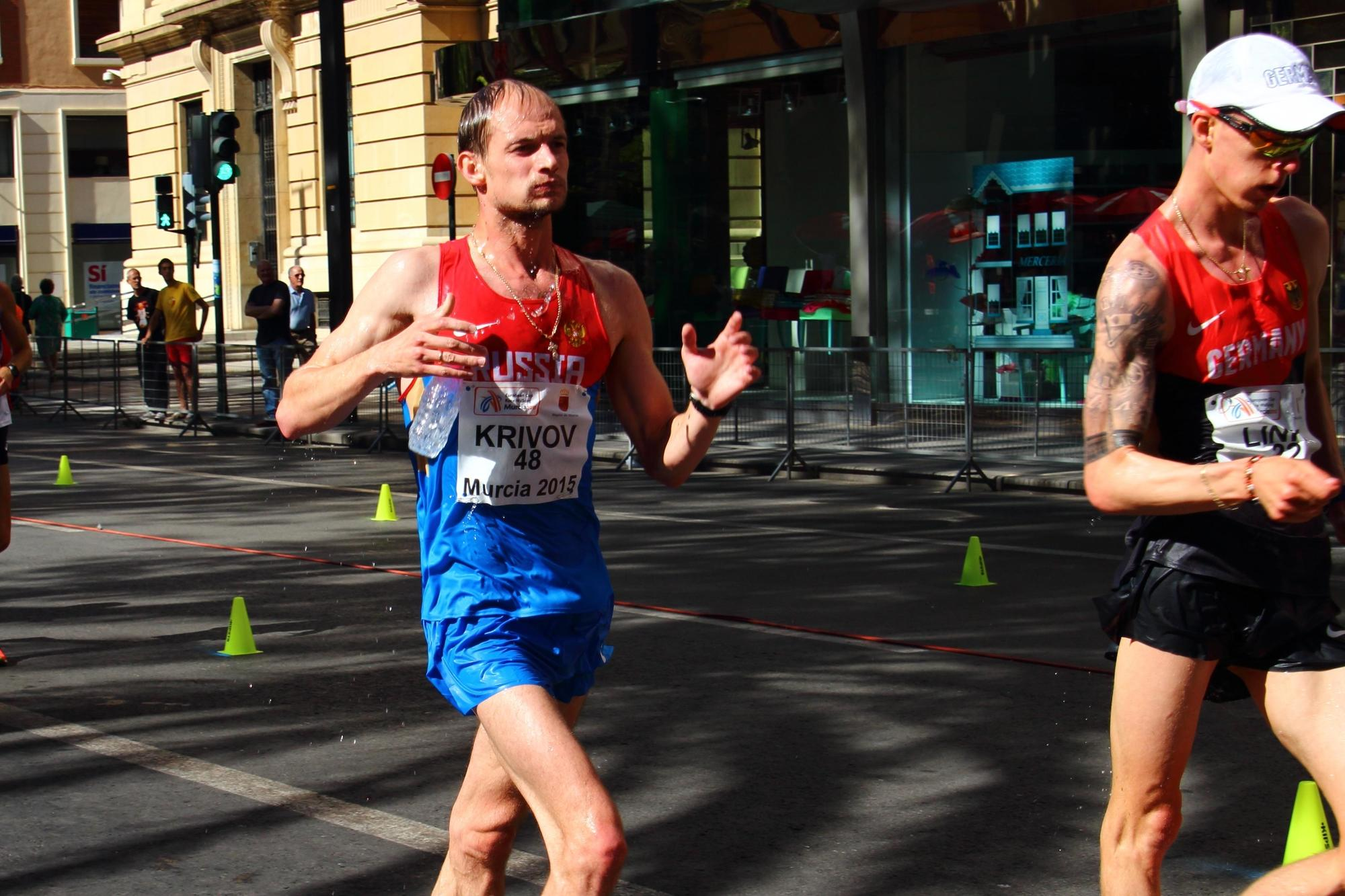
Andrei Kriwow – Rang sechzehn
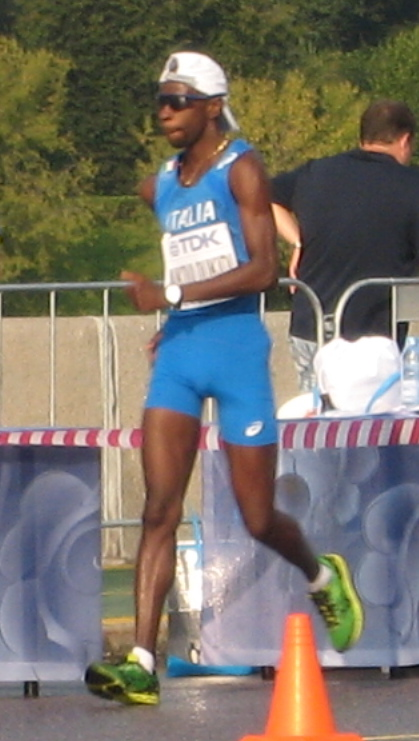
Jean-Jacques Nkouloukidi 2013 – Rang zwanzig
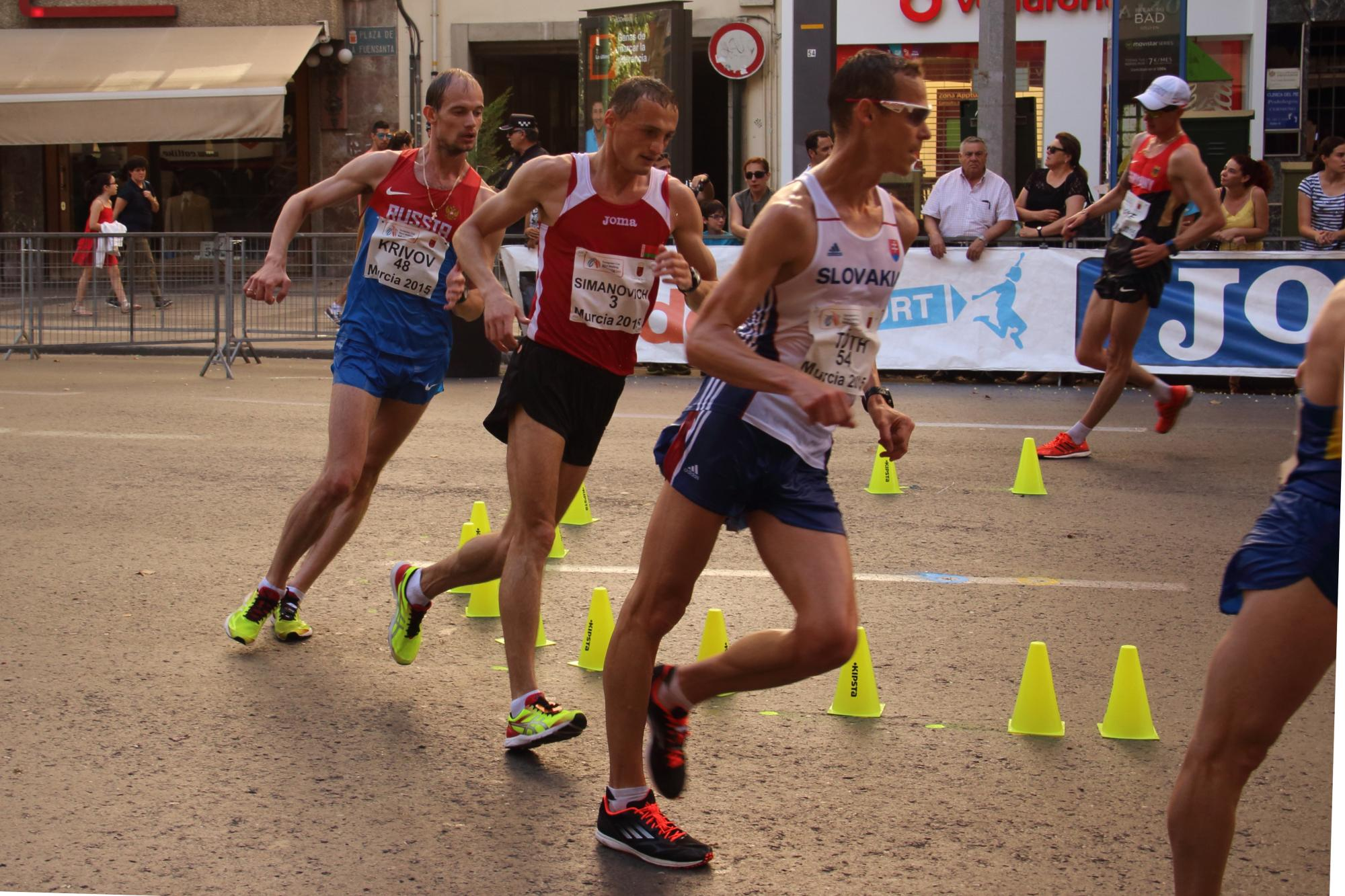
Dsjanis Simanowitsch (Mitte) – Rang 21
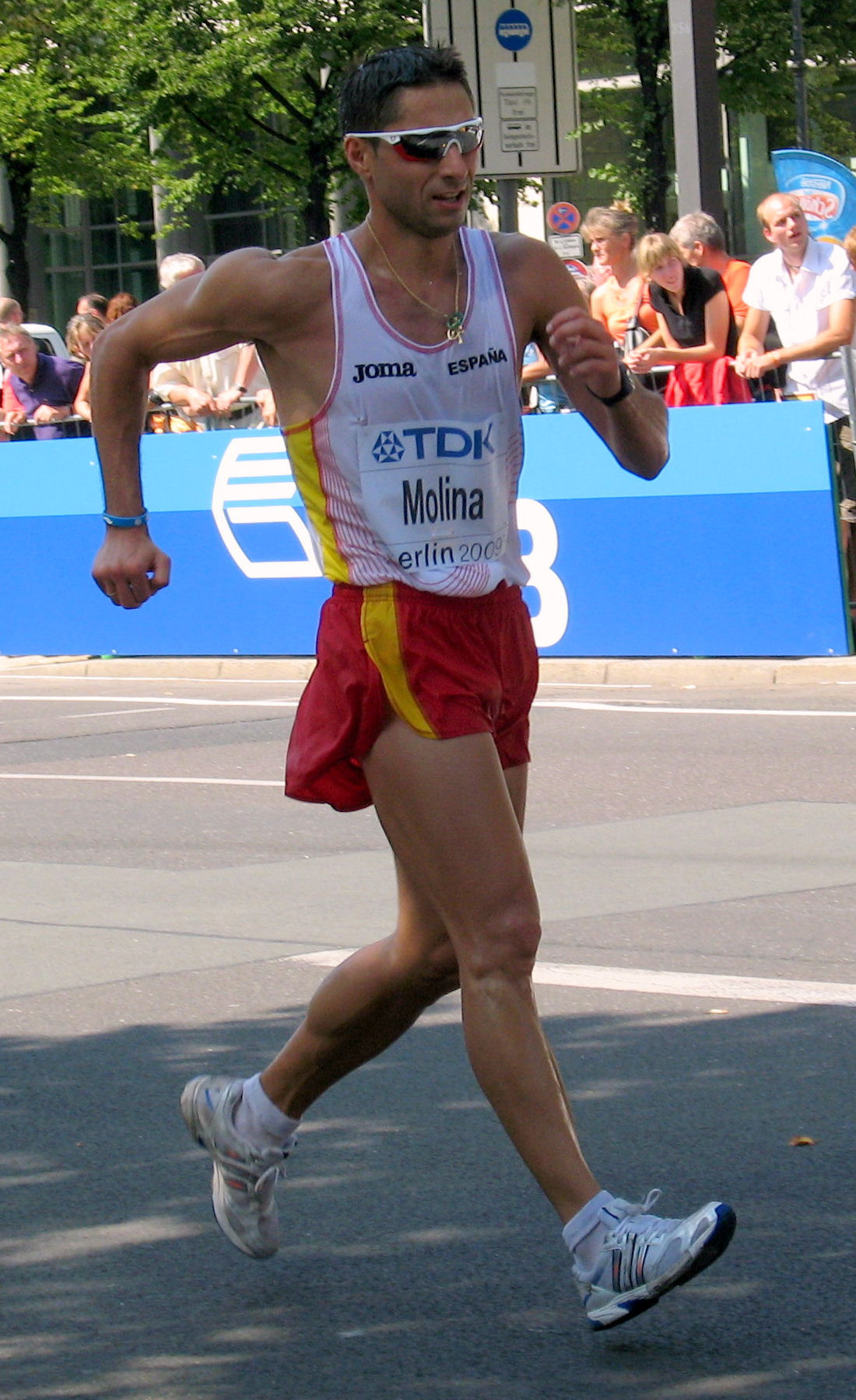
Juan Manuel Molina – Rang 23
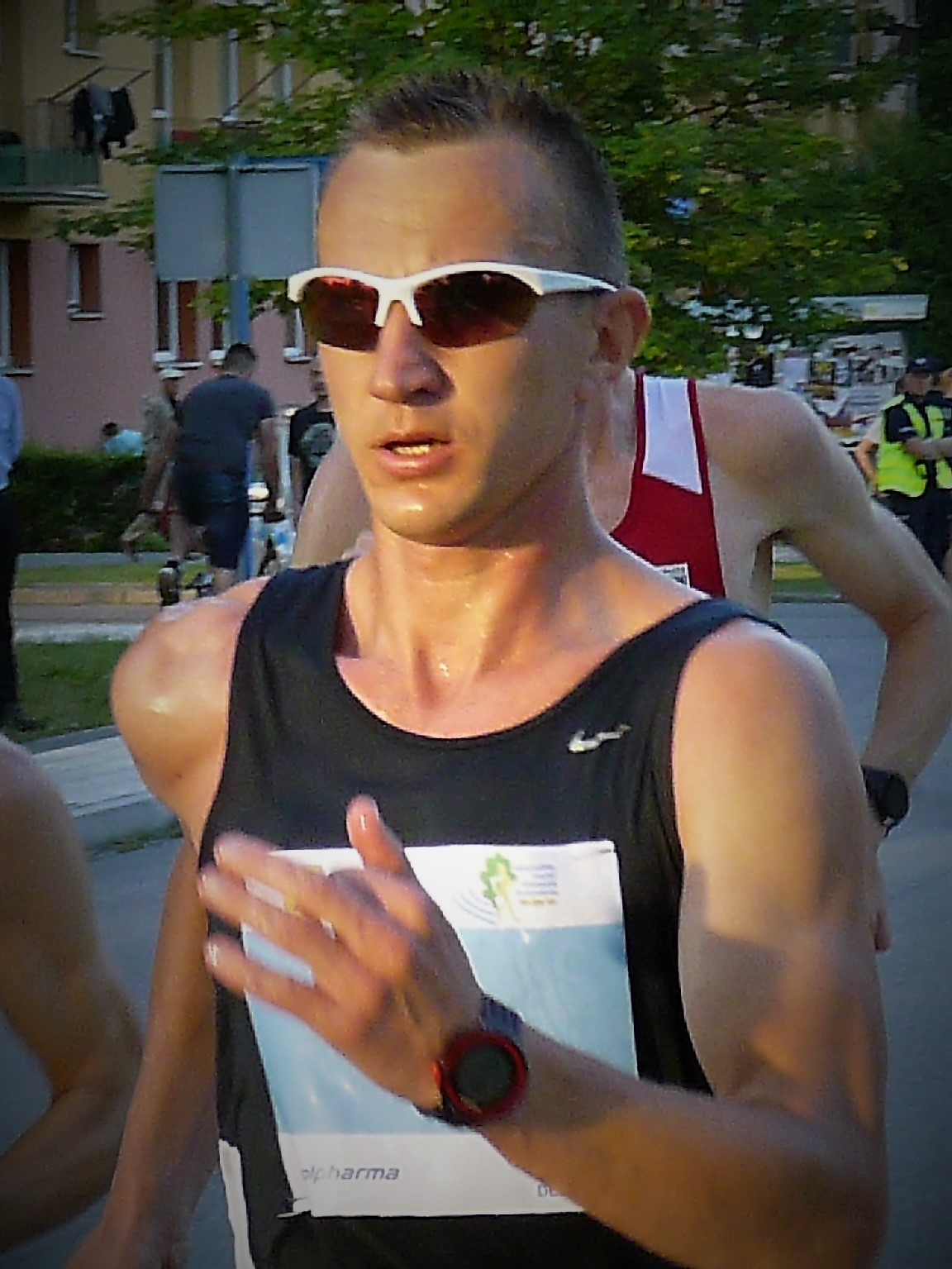
Artur Brzozowski – Rang 25
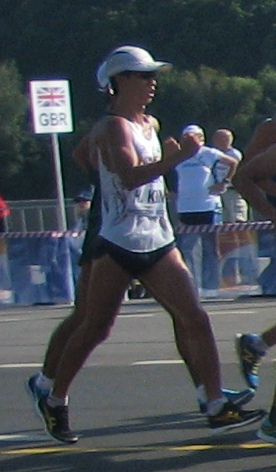
Kim Hyun-Sub – Rang 31
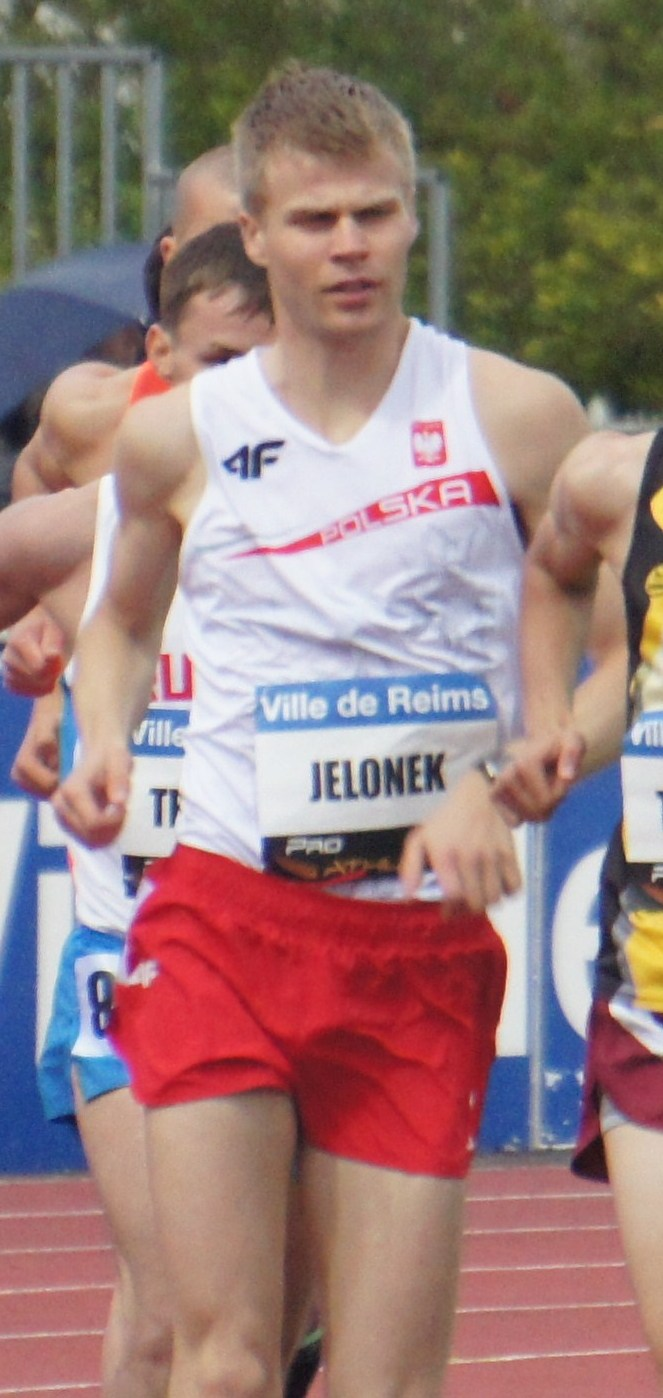
Jakub Jelonek – Rang 35
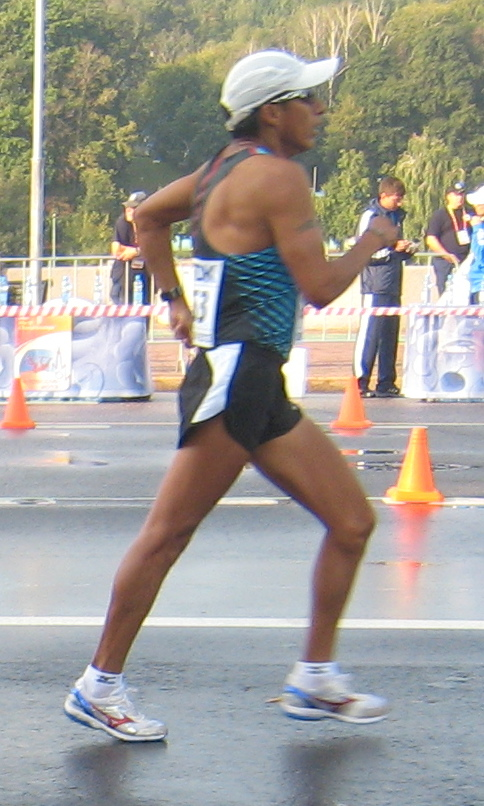
Andrés Chocho – Rang 36
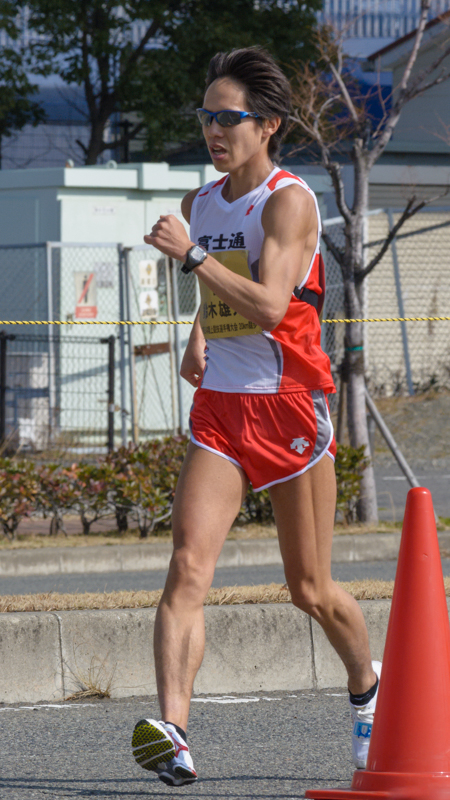
Yūsuke Suzuki – Rang 39
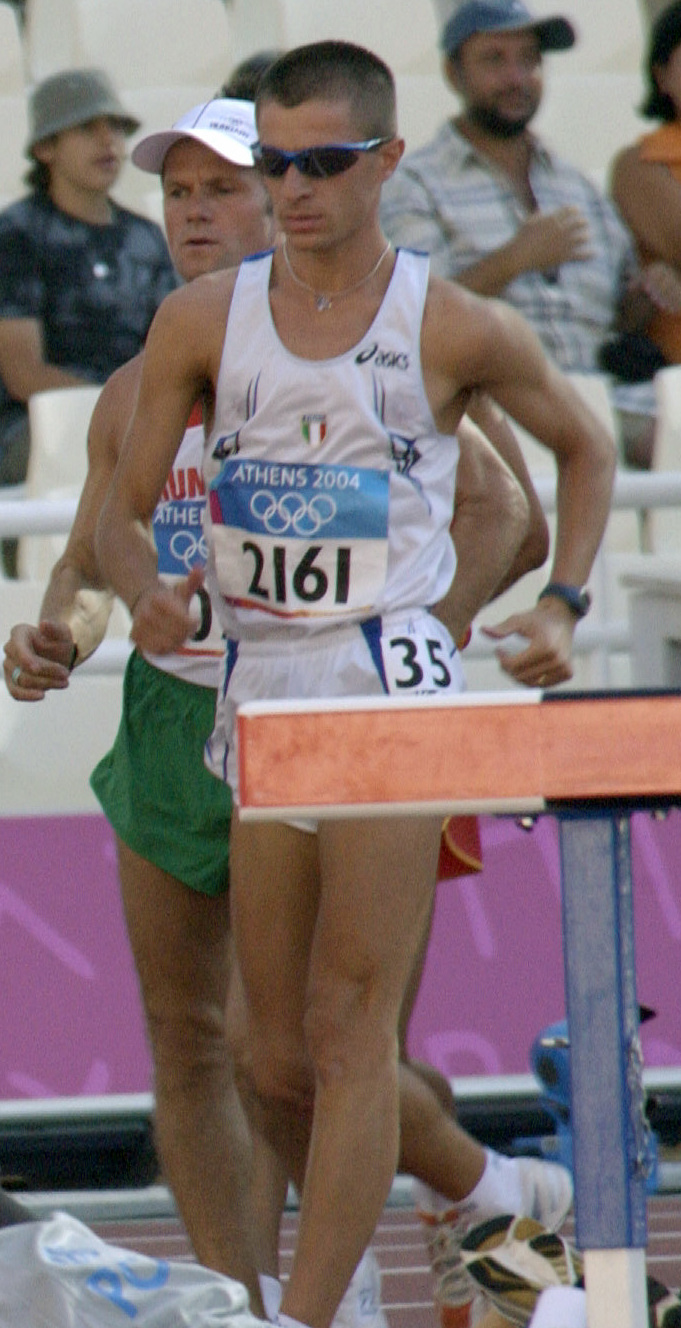
Ivano Brugnetti – Wettkampf nicht beendet
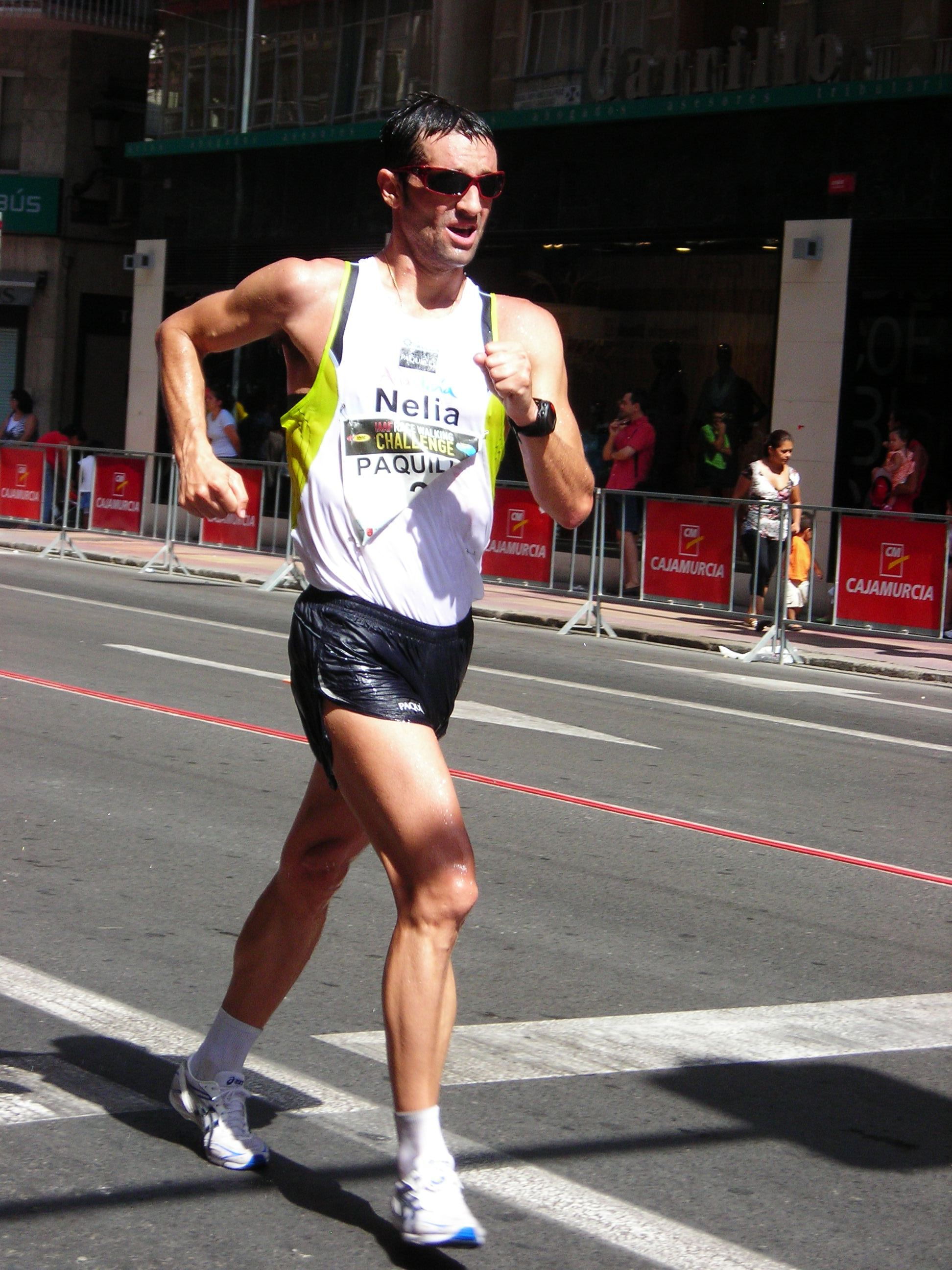
Francisco Javier Fernández – Wettkampf nicht beendet
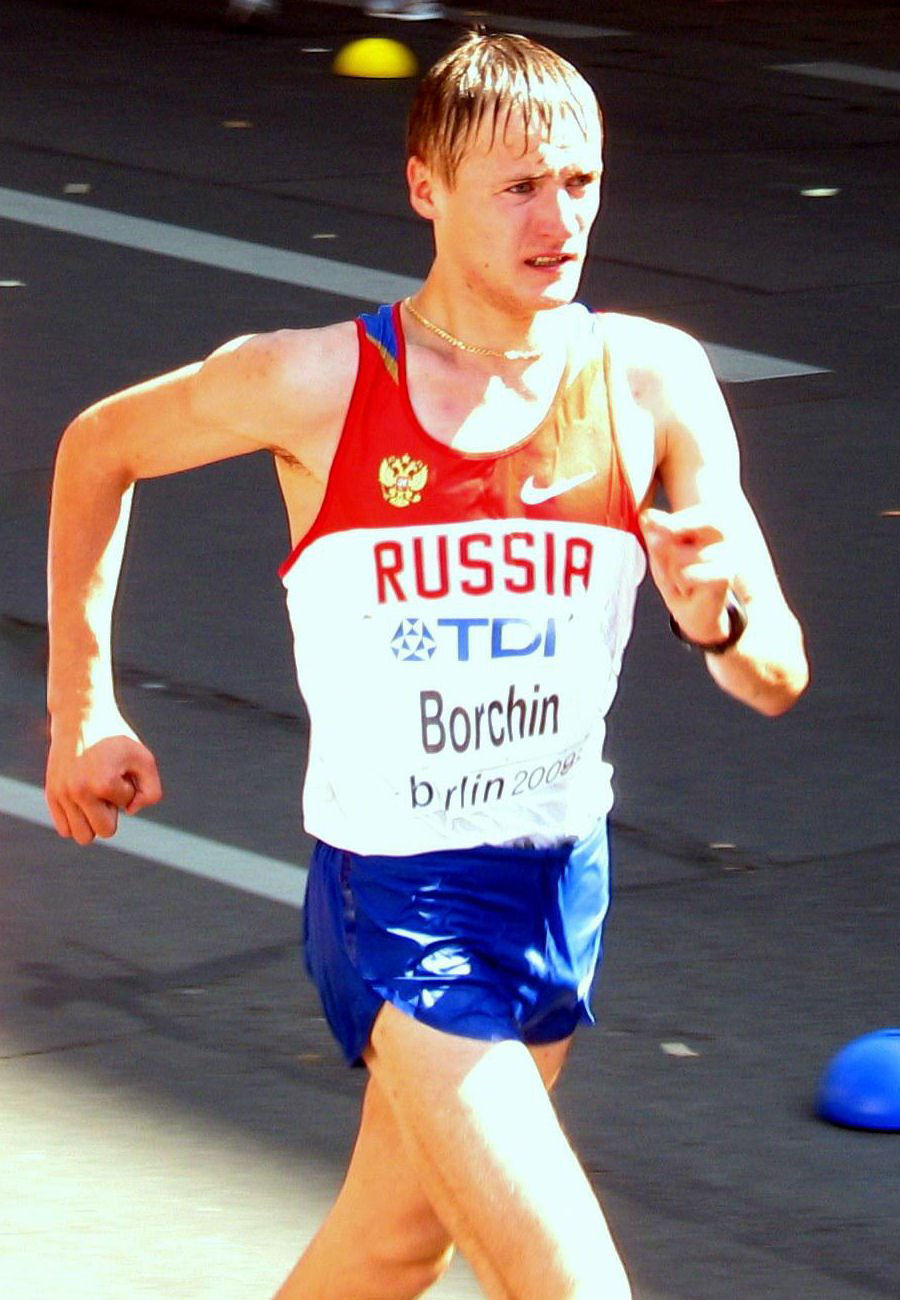
Waleri Bortschin – gedopt und disqualifiziert
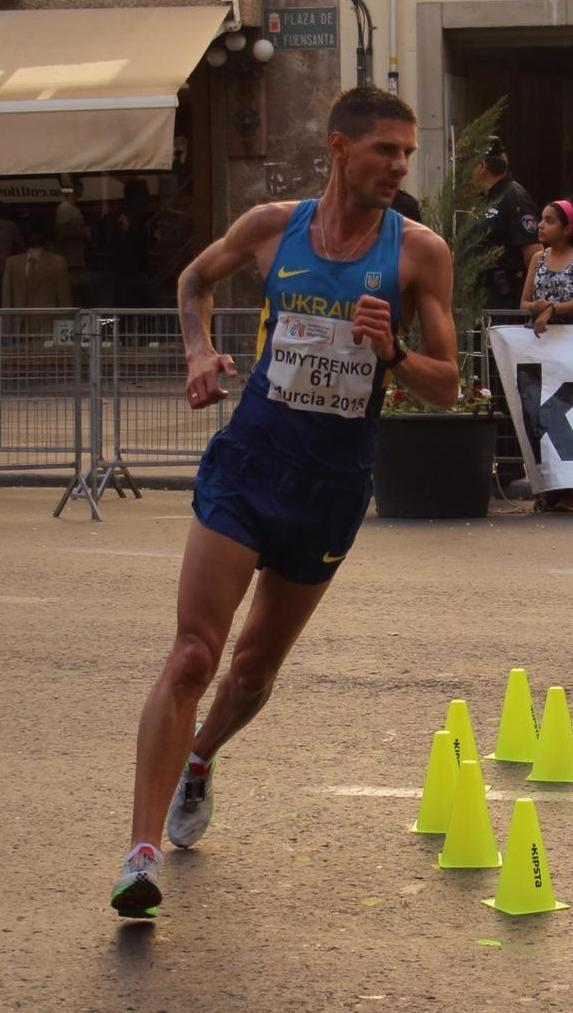
Ruslan Dmytrenko – gedopt und disqualifiziert

## Video
- Racewalk/Gehen 20km Men/Männer - Berlin WM 2009, youtube.com, abgerufen am 24. November 2020